# Α-Ketoglutarat-Dehydrogenase-Komplex
Der α-Ketoglutarat-Dehydrogenase-Komplex oder 2-Oxoglutarat-Dehydrogenase-Komplex (OGDC) ist ein Proteinkomplex in Eukaryoten und manchen Bakterien, der die oxidative Decarboxylierung von α-Ketoglutarat und die nachfolgende Umsetzung mit Coenzym A zum Succinyl-CoA katalysiert. Diese Reaktion ist Teil des Citratzyklus. Die Gesamtreaktion lautet:
 + CoA-SH + NAD+ {\displaystyle \longrightarrow }  + CO2 + NADH

## Aufbau
Am α-Ketoglutarat-Dehydrogenase-Komplex sind drei Enzyme beteiligt: 
| Untereinheit | EC-Nummer   | Name                                | Gen  | Cofaktor                  |
| ------------ | ----------- | ----------------------------------- | ---- | ------------------------- |
| E1           | EC 1.2.4.2  | α-Ketoglutarat-Dehydrogenase        | OGDH | Thiaminpyrophosphat (TPP) |
| E2           | EC 2.3.1.61 | Dihydrolipoamid-Succinyltransferase | DLST | Liponsäure, Coenzym A     |
| E3           | EC 1.8.1.4  | Dihydrolipoamid-Dehydrogenase       | DLD  | FAD, NAD                  |

Der α-Ketoglutarat-Dehydrogenase-Komplex bildet zusammen mit dem Pyruvat-Dehydrogenase-Komplex, dem 2-Oxoadipat-Dehydrogenase-Komplex (OADHC) und dem verzweigtkettigen α-Ketosäure-Dehydrogenase-Komplex (BCKDC) eine Familie von Multienzymkomplexen sogenannter α-Ketosäure-Dehydrogenase-Komplexe. Alle vier Komplexe verwenden dieselbe E3-Untereinheit und dieselben Cofaktoren. OGDC und OADHC nutzen sogar noch die gleiche E2-Untereinheit (DLST). Auch zum Glycinspaltungssystem besteht eine biochemische Verwandtschaft, da es ebenfalls dieselbe E3-Untereinheit mit den zugehörigen Cofaktoren sowie zusätzlich den gemeinsamen Cofaktor Liponsäure nutzt.
| Untereinheiten OGDC                      | Untereinheiten OADHC                     | Untereinheiten PDC                |
| ---------------------------------------- | ---------------------------------------- | --------------------------------- |
| α-Ketoglutarat-Dehydrogenase (E1)        | 2-Oxoadipat-Dehydrogenase (E1)           | Pyruvatdehydrogenase (E1)         |
| Dihydrolipoamid-Succinyltransferase (E2) | Dihydrolipoamid-Succinyltransferase (E2) | Dihydrolipoyl-Transacetylase (E2) |
| Dihydrolipoamid-Dehydrogenase (E3)       |                                          |                                   |

Im aktiven Multienzymkomplex ist die Succinyltransferase zu hochsymmetrischen Multimeren aggregiert (Tetracosamer der Punktgruppe 432, Hexacontamer der Punktgruppe 532), an welche die verschiedenen Dehydrogenasen gebunden sind.
In Eukaryoten wurde eine einzige Variante des Komplexes in Mitochondrien identifiziert.

## Reaktion

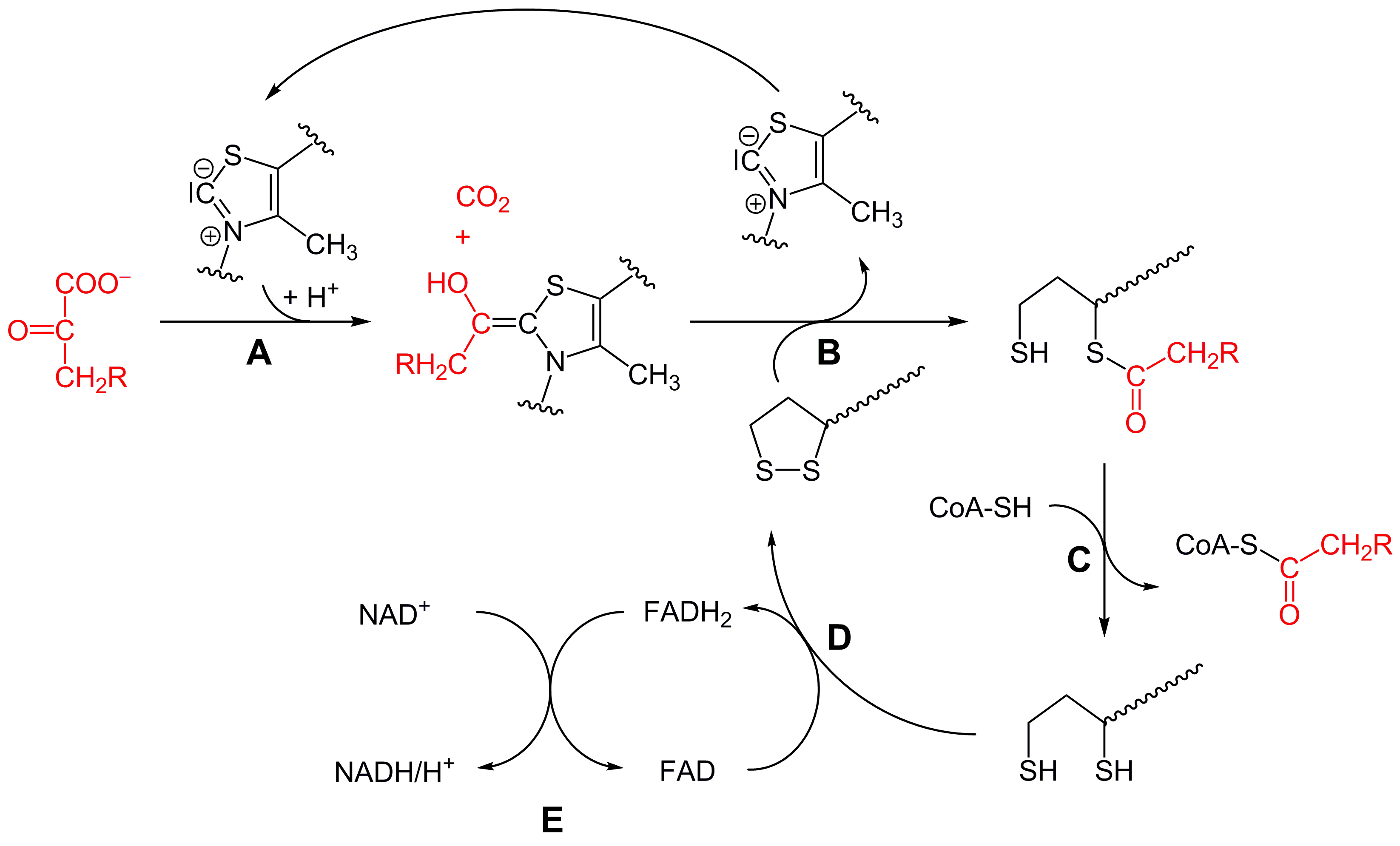
Reaktionsmechanismus, für α-Ketoglutarat ist R=CH_{2}–COO^{−}

OGDC und PDC nutzen die gleichen Coenzyme und katalysieren auch eine analoge Reaktion, auch der Reaktionsmechanismus ist bei beiden Komplexen sehr ähnlich. α-Ketoglutarat wird oxidativ zu Succinyl-CoA decarboxyliert, dabei entsteht NADH. Im Citratzyklus wird dieses in die Atmungskette eingespeist und dient zur Energieerzeugung.

## Klinische Relevanz
Bei der Stoffwechselkrankheit der kombinierten Malon- und Methylmalonazidurie (CMAMMA) aufgrund ACSF3-Mangels ist die mitochondriale Fettsäuresynthese (mtFAS) gestört, die die Vorläuferreaktion der Liponsäurebiosynthese darstellt. Die Folge ist ein verminderter Lipoylierungsgrad von wichtigen mitochondrialen Enzymen, wie unter anderem des α-Ketoglutarat-Dehydrogenase-Komplexes (OGDC) und des Pyruvat-Dehydrogenase-Komplexes.

## Bildung von Succinat in Prokaryoten
Veränderte Citratzyklus-Stoffwechselwege, in denen ein Teilschritt fehlt, sind bei Bakterien der Normalfall (13 von 17 untersuchte). Der fehlende Schritt kann durch andere Reaktionsschritte ersetzt sein oder auch nicht. Tatsächlich sind nur von drei Bakterienarten Enzyme mit Ketoglutarat-Dehydrogenase-Aktivität (KDH) bekannt: Euglena gracilis, Bacillus japonicum und Escherichia coli.- Das Bakterium Escherichia coli fährt unter aeroben Bedingungen den kompletten Citratzyklus wie beschrieben. Unter anaeroben Bedingungen ist es in der Lage, die KDH zu deaktivieren. Die Stoffwechselwege, die vorher einen Kreis bildeten, sind nun baumstrukturartig verbunden. M. tuberculosis hingegen kann zwischen zwei verschiedenen Citratzyklen umschalten, die beide vom eukaryotischen Weg verschieden sind.
Archaeen, aber auch manche Bakterien, wie Helicobacter pylori, das unter microaerophilen Bedingungen wächst, katalysieren die Umwandlung von α-Ketoglutarat zu Succinyl-CoA mittels einer oxidationsempfindlichen 2-Oxoglutarat:Ferredoxin-Oxidoreduktase (OGOR, EC 1.2.7.3). Im Gegensatz zur OGDC enthält diese Eisen-Schwefel-Cluster; es fehlen das Flavin und das Liponsäureamid. Anstatt NADH wird Ferredoxin als Reduktionsmittel genutzt. Auch Mycobacterium tuberculosis enthält ein CoA-abhängiges Enzym, das dagegen auch unter aeroben Bedingungen stabil ist.
Bei verschiedenen Mycobakterien (darunter auch Mycobacterium tuberculosis) ist die E1-Untereinheit der Ketoglutarat-Dehydrogenase durch eine Ketoglutarat-Decarboxylase ersetzt, die unabhängig von Coenzym A zunächst Succinat-Semialdehyd produziert, welches von einer NADP+-abhängigen Succinat-Semialdehyd-Dehydrogenase zu Succinat dehydriert wird.